# Pfarrhaus (Altenbaindt)

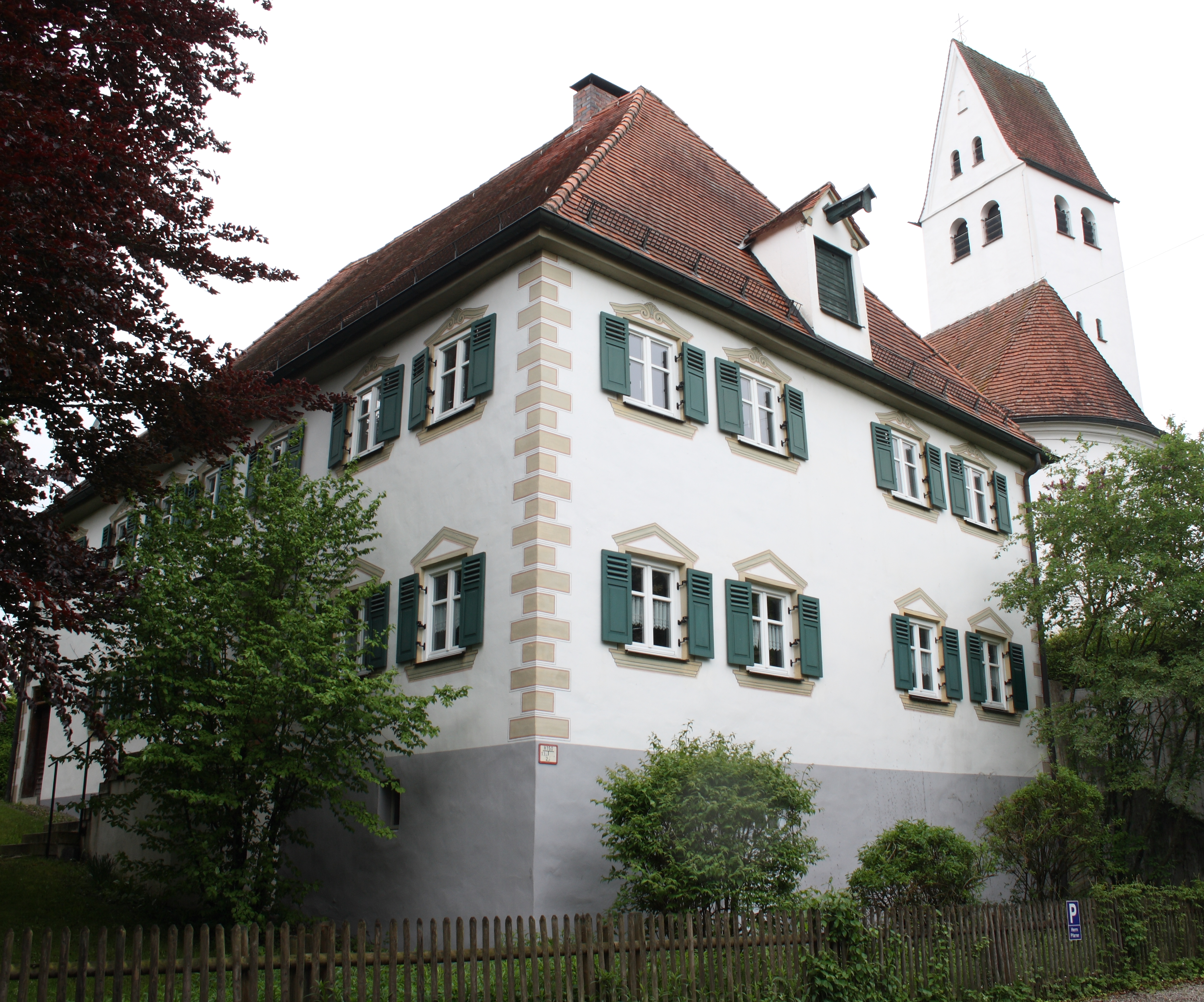
Ehemaliges Pfarrhaus in Altenbaindt

Das Pfarrhaus in Altenbaindt, einem Gemeindeteil von Holzheim im Landkreis Dillingen an der Donau im bayerischen Regierungsbezirk Schwaben, wurde 1622 erbaut und im 18. Jahrhundert erneuert. Das ehemalige Pfarrhaus an der St.-Stephanus-Straße 5 ist ein geschütztes Baudenkmal.

## Beschreibung
Der an der Südseite der Pfarrkirche St. Stephan gelegene Walmdachbau wurde unter dem Pfarrer Balthasar Bechtold errichtet. Er besitzt sieben zu vier Fensterachsen. Auf der östlichen Seite des Daches befindet sich ein Giebelerker mit Kragarm. An der Nordseite ist der Eingang mit Rundbogentür und Oberlicht.
Der im Jahr 1651 gebaute Stadel wurde 1966 abgebrochen. 